# Maruxaina

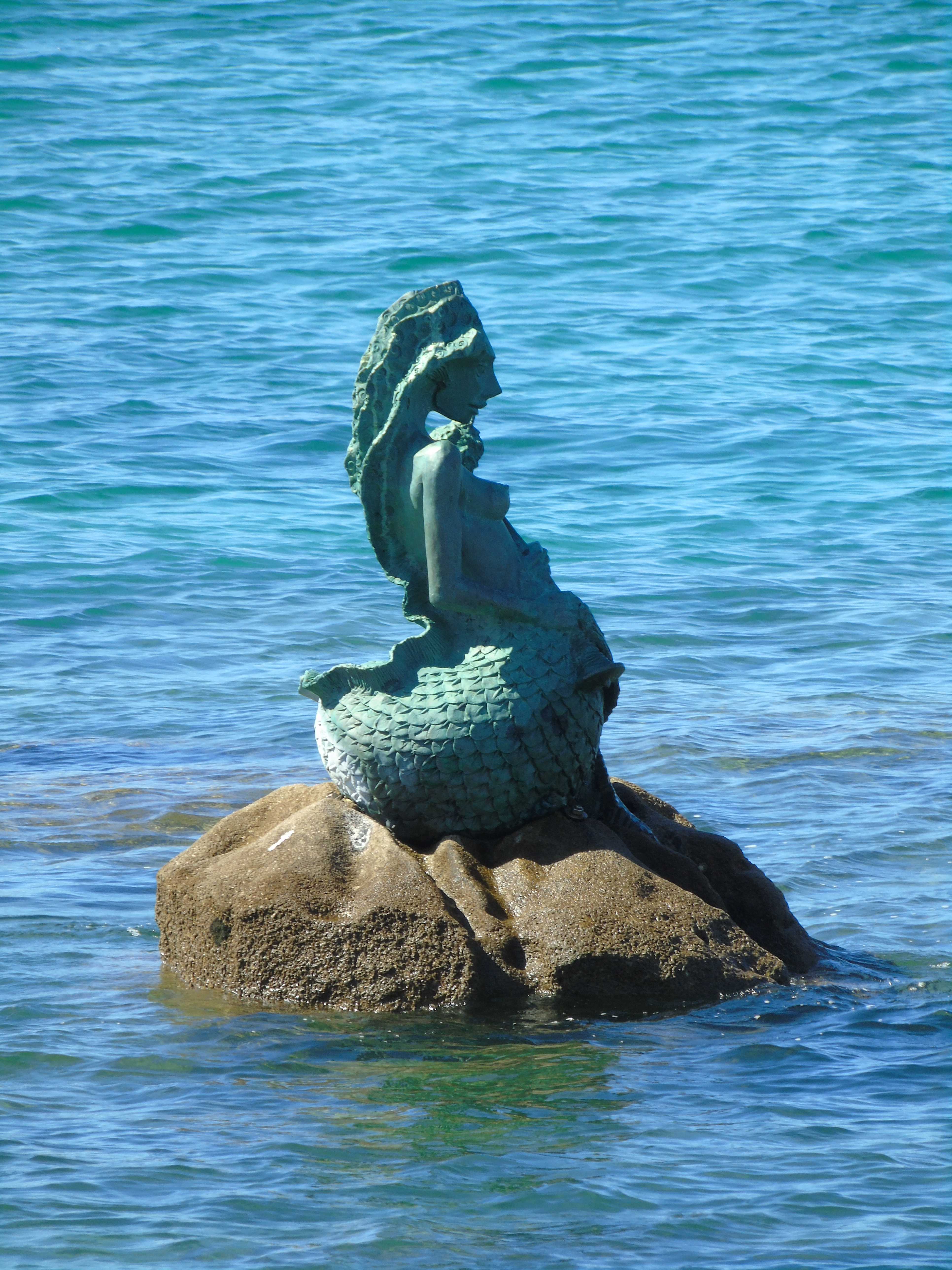
Statue der Meerjungfrau am Strand Torno

Die Maruxaina ist ein bedeutendes spanisches Volksfest, das jeden Sommer in dem galicischen Dorf San Cibrao gefeiert wird, wo sich Jahr für Jahr zahlreiche Touristen und Besucher einfinden.

## Beschreibung
Das Maruxaina-Fest, das am zweiten Samstag im August stattfindet, gilt als Zeichen der Dankbarkeit der Gemeinde für alles, was das Meer für sie bedeutet und ihnen ermöglicht. Einer alten Legende zufolge beherrscht eine Meerjungfrau die Küste vor dem Dorf und lebt unbemerkt in einem Unterwasserschloss. Die einen behaupten, die Meerjungfrau sei gütig und nutze ihre Weisheit, um die Seeleute bei Unwetter zu warnen und sie vor dem tosenden Meer zu retten. Andere sind jedoch der Meinung, dass die Meerjungfrau böse Absichten hat und die Seeleute mit ihren Reizen verzaubert und verhext, so dass sie auf dem Meer verloren gehen und gezwungen sind, den Rest ihrer Tage in der Gefangenschaft zu verbringen, die sie ihnen auferlegt.
Von den Seeleuten getragen, wird ihr am Strand Torno der Prozess gemacht. Es formiert sich ein Umzug, an dem sich alle mit Kerzen und Laternen beteiligen, um ein Urteil zu fällen und sie anschließend, je nachdem, ob sie unschuldig ist oder nicht, ihrem tödlichen Schicksal zuzuführen. Wenn sie für unschuldig erklärt wird, dann begnadigen die Dorfbewohner die verleumdete Meerjungfrau und das Fest geht mit einer großen Queimada weiter. Ist sie schuldig, so wird sie unter den Rufen der Menge und inmitten von Musik und Gesang verbrannt.
Damit ist die Versammlung auf dem Dorfplatz zu Ende. Uralte Mythen und Traditionen leben hier in der Gegenwart wieder auf.